# 아틀란티스 (드라마)
《아틀란티스》(Atlantis)는 2013년 9월 28일부터 2015년 5월 16일까지 방영된 영국 BBC One 드라마이다.

## 방송 시간
| 방송 채널 | 방송 기간                          | 방송 시간                                  |
| --------- | ---------------------------------- | ------------------------------------------ |
| KBS 2TV   | 2014년 1월 28일 ~ 2014년 3월 25일  | 매주 월요일, 화요일 밤 12:45 ~ 1:35 (50분) |
| KBS 2TV   | 2014년 10월 6일 ~ 2014년 12월 29일 | 매주 월요일 밤 12:45 ~ 1:35 (50분)         |

## 등장 인물
- 김상백 - 제이슨 역(잭 도넬리)
- 김영진 - 헤라클레스 역(마크 애디)
- 남도형 - 피타고라스 역(로버트 엠스)
- 최정현 - 아리아드네 역(아이샤 하트)
- 최문자 - 오라클 역(줄리엣 스티븐슨)
- 오세홍 - 미노스 왕 역(알렉산더 시디그)
- 오수경 - 파시파에 역(사라 패리쉬)

## 방송 회차
| 회차 | 방송일             | 제목               | 시청률(AGB) |
| ---- | ------------------ | ------------------ | ----------- |
| 1    | 1월 28일/10월 6일  | 미궁속의 괴물      | 1%          |
| 2    | 2월 3일/10월 13일  | 운명으로 얽힌 인연 | 1.4%        |
| 3    | 2월 4일/10월 20일  | 죽어야 하는 자     | 1.3%        |
| 4    | 2월 24일/10월 27일 | 운명의 장난        | 1.6%        |
| 5    | 2월 25일/11월 3일  | 선의의 거짓말      | 1.5%        |
| 6    | 3월 3일/11월 10일  | 키르케의 저주      | 1.3%        |
| 7    | 3월 4일/11월 17일  | 게임의 법칙        | 1%          |
| 8    | 3월 10일/11월 24일 | 분노의 여신들      | 1%          |
| 9    | 3월 11일/12월 1일  | 판도라의 상자      | 1.2%        |
| 10   | 3월 17일/12월 8일  | 희망의 대가        | 1.5%        |
| 11   | 3월 18일/12월 15일 | 신성 모독          | 1%          |
| 12   | 3월 24일/12월 22일 | 신이 선택한 자     | 1.5%        |
| 13   | 3월 25일/12월 29일 | 신이 선택한 자     | 0.6%        |